# Bain-de-Bretagne
Bain-de-Bretagne är en kommun i departementet Ille-et-Vilaine i regionen Bretagne i nordvästra Frankrike. Kommunen ligger i kantonen Bain-de-Bretagne som tillhör arrondissementet Redon. År 2022 hade Bain-de-Bretagne 7 704 invånare.

## Befolkningsutveckling
Antalet invånare i kommunen Bain-de-Bretagne
Referens:INSEE